# Bulaan
Bulaan is een bestuurslaag in het regentschap Sumenep van de provincie Oost-Java, Indonesië. Bulaan telt 3132 inwoners (volkstelling 2010).